# Cuokkágoahtejávri
Cuokkágoahtejávri eller Tsuoggakoahtejavri är en sjö i kommunen Utsjoki i landskapet Lappland i Finland. Sjön ligger 238,9 meter över havet. Arean är 48 hektar och strandlinjen är 6,73 kilometer lång. Sjön  ingår i Tana älvs huvudavrinningsområde.   Den ligger omkring 330 kilometer norr om Rovaniemi och omkring 1000 kilometer norr om Helsingfors. 